# 克罗内克符号
数论中，克罗内克符号写作{\displaystyle \left({\frac {a}{n}}\right)}或(a|n)，是雅克比符号对全体整数n的推广。首先被利奥波德·克罗内克提出。

## 定义
如果n是一个非零整数，具有质因子分解
{\displaystyle u\cdot {p_{1}}^{e_{1}}\cdots {p_{k}}^{e_{k}},}
这里u是一个单位(例如, u为1或−1)，并且pi是质数。a是一个整数。那么克罗内克符号(a|n)定义为
{\displaystyle \left({\frac {a}{n}}\right)=\left({\frac {a}{u}}\right)\prod _{i=1}^{k}\left({\frac {a}{p_{i}}}\right)^{e_{i}}.}
对于奇素数pi, (a|pi) 与通常的勒让德符号相等。当pi = 2。 定义(a|2)为 
{\displaystyle \left({\frac {a}{2}}\right)={\begin{cases}0&{\mbox{if }}a{\mbox{ is even,}}\\1&{\mbox{if }}a\equiv \pm 1{\pmod {8}},\\-1&{\mbox{if }}a\equiv \pm 3{\pmod {8}}.\end{cases}}}
这使得它是雅克比符号的推广，(a|u)的值在u = 1时为1。在u = −1时，定义
{\displaystyle \left({\frac {a}{-1}}\right)={\begin{cases}-1&{\mbox{if }}a<0,\\1&{\mbox{if }}a\geq 0.\end{cases}}}
最终我们加上：
{\displaystyle \left({\frac {a}{0}}\right)={\begin{cases}1&{\text{if }}a=\pm 1,\\0&{\text{otherwise.}}\end{cases}}}
这些扩展足以将克罗内克符号覆盖所有的整数n。
本條目含有来自PlanetMath《Kronecker symbol》的內容，版权遵守知识共享协议：署名-相同方式共享协议。